# 中山装

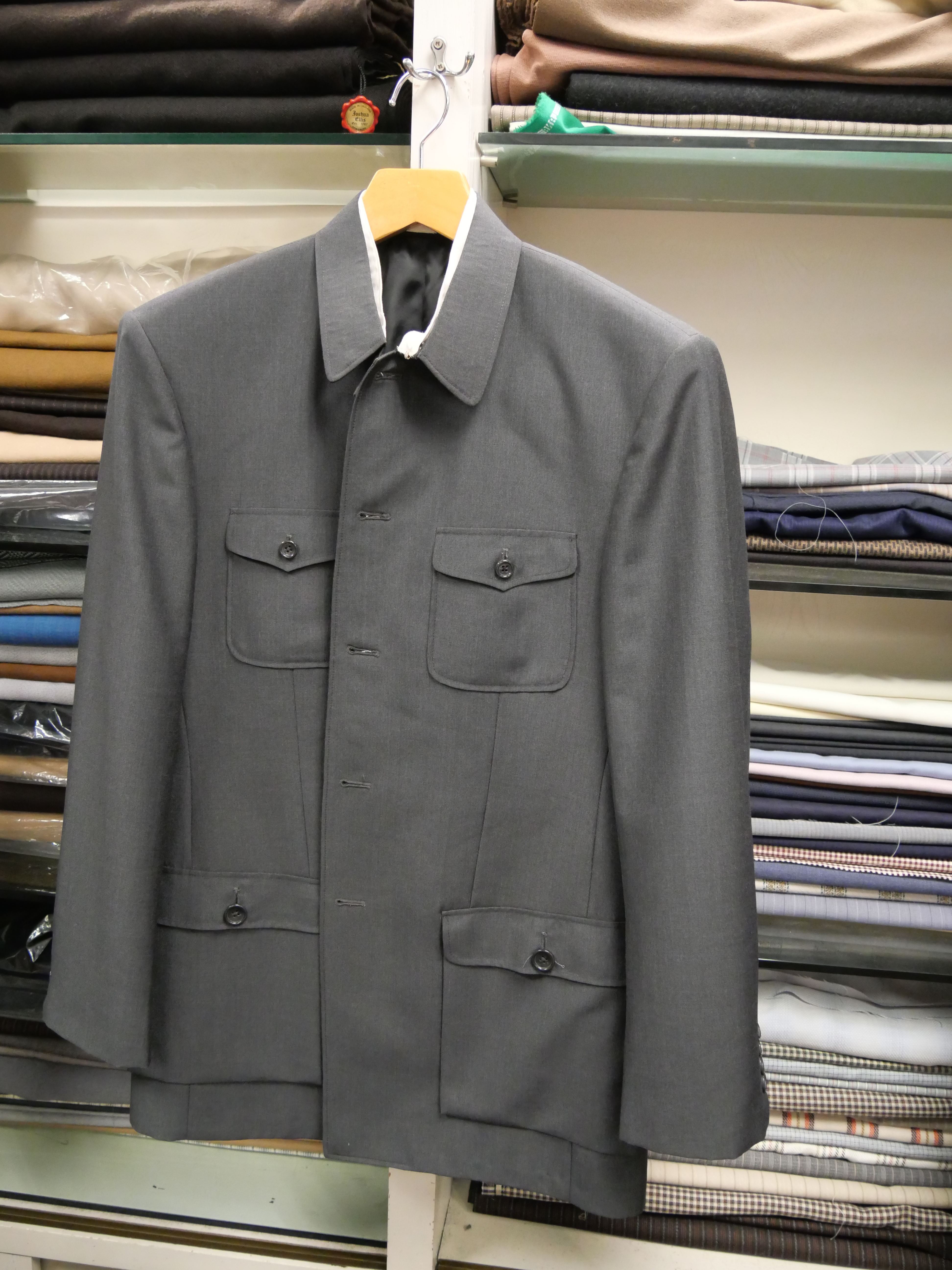
中山装。

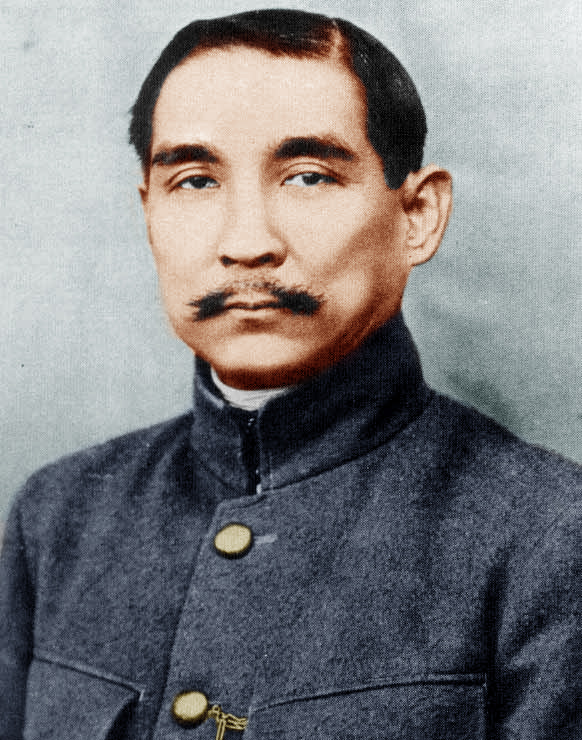
民國元年攝於南京。

1956年改型。

中山装是中華民國國父孫中山與革命家黄隆生創設的一種服飾，中国政治人物常穿，亦是馬來西亞官方服裝之一。民國25年（1936年），國民政府軍事委員會委員長蔣中正曾下令中華民國行政院各部會、市政府股科長以上人員均須著中山裝。中國共產黨領導人毛澤東等所著為1956年改型，即「毛式中山装」，又簡稱「毛装」。據傳早期的中山裝背面有縫，後背中腰有帶，前門襟釘9個紐扣，上下口袋都有「胖襉」。在經過多次修改後才逐步演變成現在款式：關閉式八字形領口，裝袖，前門襟正中5粒明紐扣，後背整塊無縫。袖口可開叉釘扣，也可開假叉釘裝飾扣，或不開叉不用扣。明口袋，左右上下對稱，有蓋，釘扣，上面兩個小衣袋為平貼袋，底角呈圓弧形，袋蓋中間弧形尖出，下面兩個大口袋是老虎袋（邊緣懸出1.5～2厘米）。褲有三個口袋（兩個側褲袋和一個帶蓋的後口袋），挽褲腳。

## 象征
衣服前面四个兜各代表礼、义、廉、耻；前身的五粒纽扣，代表五权宪法；袖口的三粒扣，代表三民主义，还有自由、平等、博爱的含义。

## 歷史
孙中山创制中山装，学术界已有共识，但其时间、地点与过程仍有分歧。一般认为，中山装是孙文授意曾經在越南河内保罗巴脱街开设過隆生洋服店的黄隆生先生设计一种美观、简易而又实用的中国服装。黄参考了西欧和日本服装式样，并结合当时南洋华侨中流行的“企领”文装上衣和学生装的特點，在與孫文進行了多次探討修改后，于1923年正式定型，并命名為中山裝。也有說中山装系民國八年出現、定名的。
北伐戰爭後，中山裝在中國流行起來。“国民军入豫，凡有公职者，俱服中山式制服，而袍褂式之礼服，乃日见减少”。江蘇省政府通告穿中山裝，徐州社会团体工作人员、教育界人士，甚至布店职员也都换穿中山装，店方先行支付服装费用，而后再在薪水中扣除，“全体同装，观感一新。同业人员为之赞赏，思想顽固者私下讥之，此举是为创新，后渐有效行之者”。
1928年初，中華民國内政部明令部员一律穿棉布中山装。4月，南京市政府为发扬“精神”，规定职员一律着中山装。1928年，上海邮务职工会代表大会通过一律改着中山装议案，理由為：一改良中国服装、二提倡国货、三提倡朴俭美德、四表示尚武精神。1929年4月，國民政府颁布《文官制服礼服条例》，明确制服採用中山装。冯玉祥主豫期间，推广中山装最为得力，各官厅内，不准长衣人出入。张学良在东北易帜后，规定东北各级机关人员一律着中山装。1935年，河南省政府规定，学校男教职员，应一律着中山装。次年，中華民國教育部规定，學校教职员服中山装为原则，但颜色式样须一律。学生衣裤中山装，帽徽青天白日。
1956年4月13日，中共中央办公厅特别会计室附属服装工厂安排15名手工精湛的师傅，为毛泽东等领导人设计服装的田阿桐想到了中山装。由于毛澤東身材肥胖，一般中山装未必適合，必须作适当改良。毛裝曾經是中華人民共和國第一代和第二代黨和國家領導人的標準服裝。1960 - 1970 年代，毛裝在西歐、澳大利亞和紐西蘭流行，常見到社會主義者和知識分子穿著該款式，尤其是將毛裝穿在高領毛衣外。到了 1980 - 1990 年代，西方服飾在中國大陸日益流行，城市街頭著毛裝者已經少見，唯有黨和國家領導人在重要的國家儀式中仍然普遍穿著。由於毛裝帶有西方文化在東方對應的象徵，在國際重要儀式中，穿著毛裝帶有國家主權的象徵，因此中華人民共和國最高領導人在北京閱兵時或出席國宴時，穿著毛裝已成為慣例。
習近平出任中共中央總書記後，毛裝重新成為外交正式服裝和晚宴的禮服。中華人民共和國駐外大使平日通常穿著西裝，但許多大使在向駐在國元首遞交國書時，會選擇穿著毛裝。

## 相似服飾
第一次世界大战英国陆军军服以及19世纪末20世纪初美菲战争以及美西战争的美国陆军军服M1899 Officer's Khaki Field Blouse。19世纪末，日本在美军压力下被迫开放门户，军队开始采用洋服，陆军用了法国军装，海军用英国军装，下级士官用美军军装。1872年太政官宣布日本正式采用洋服，警察、铁道员、教员、学生通用陆军军服，與中山裝有相似處。朝鮮領導人穿閉襟洋服（닫긴깃양복），亦與中山裝酷似。

## 相关图片

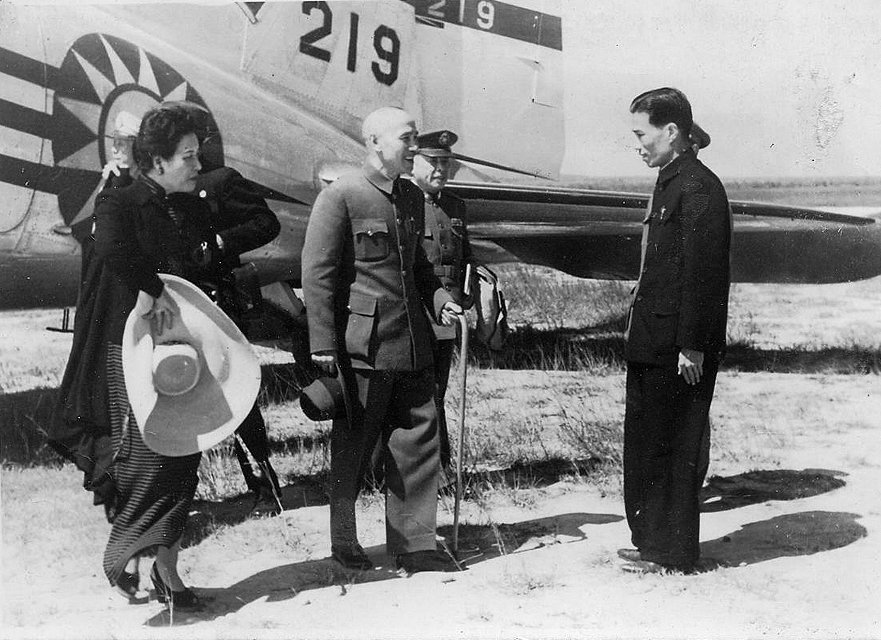
1946年，蔣中正視察台灣
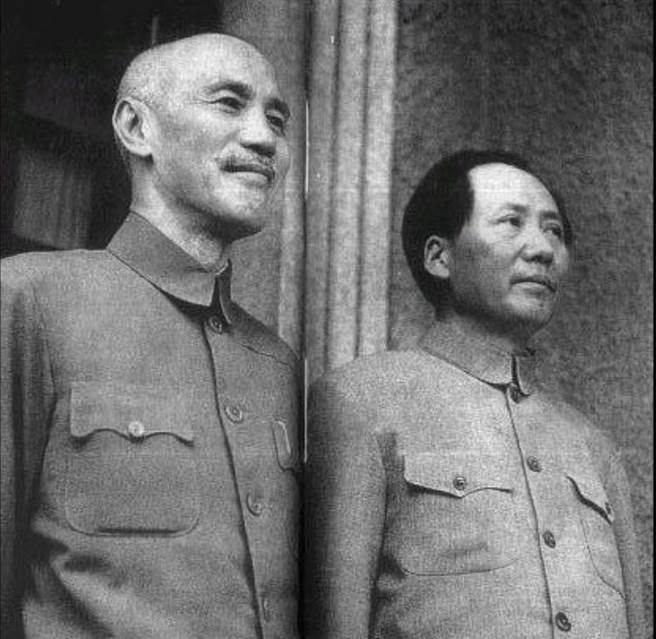
蔣中正、毛澤東
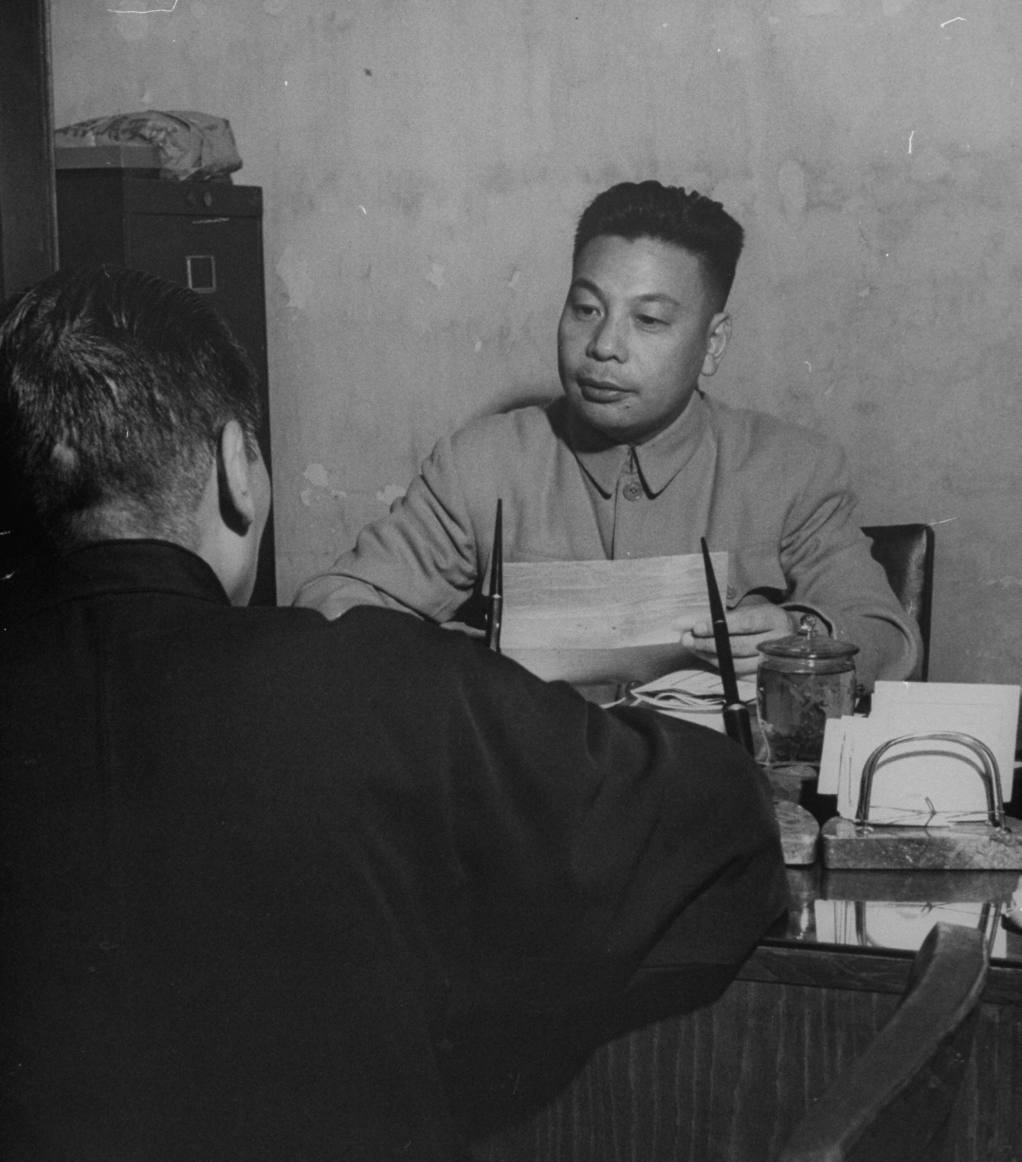
身著中山裝的蔣經國
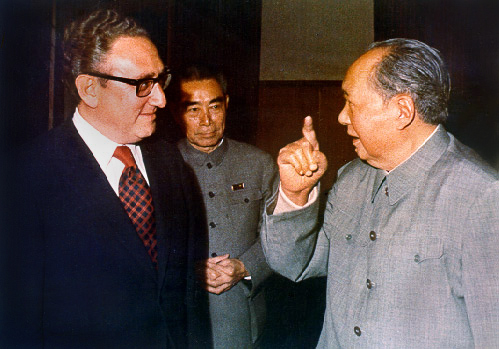
季辛吉、周恩來、毛澤東
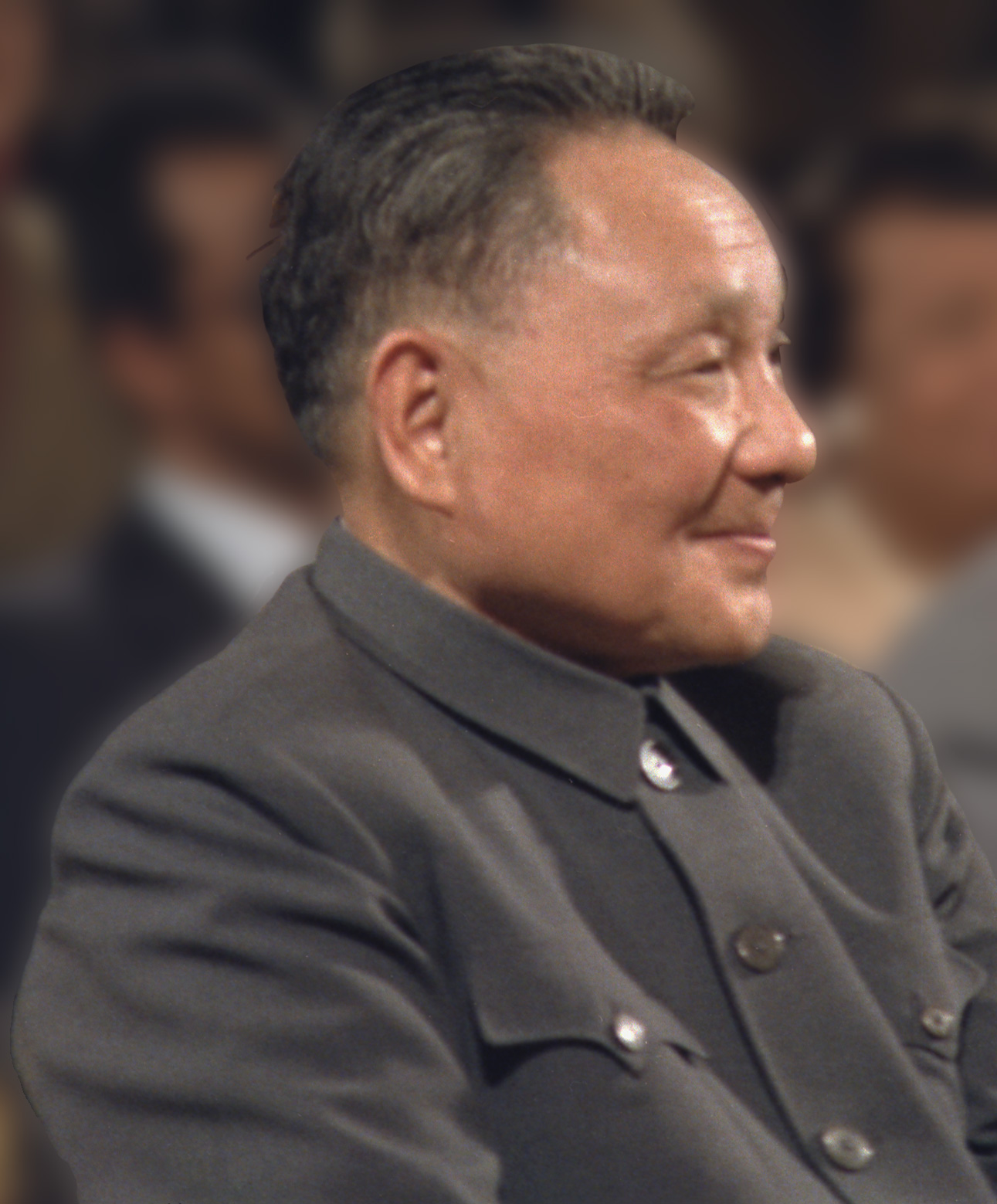
中國共產黨領導人鄧小平
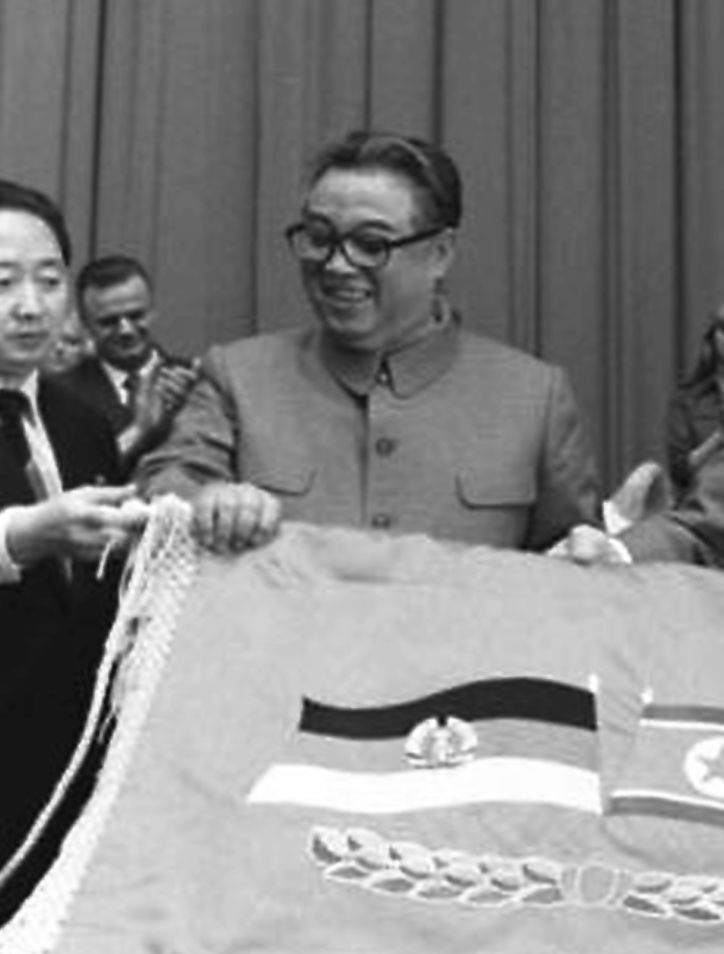
朝鮮勞動黨總書記金日成
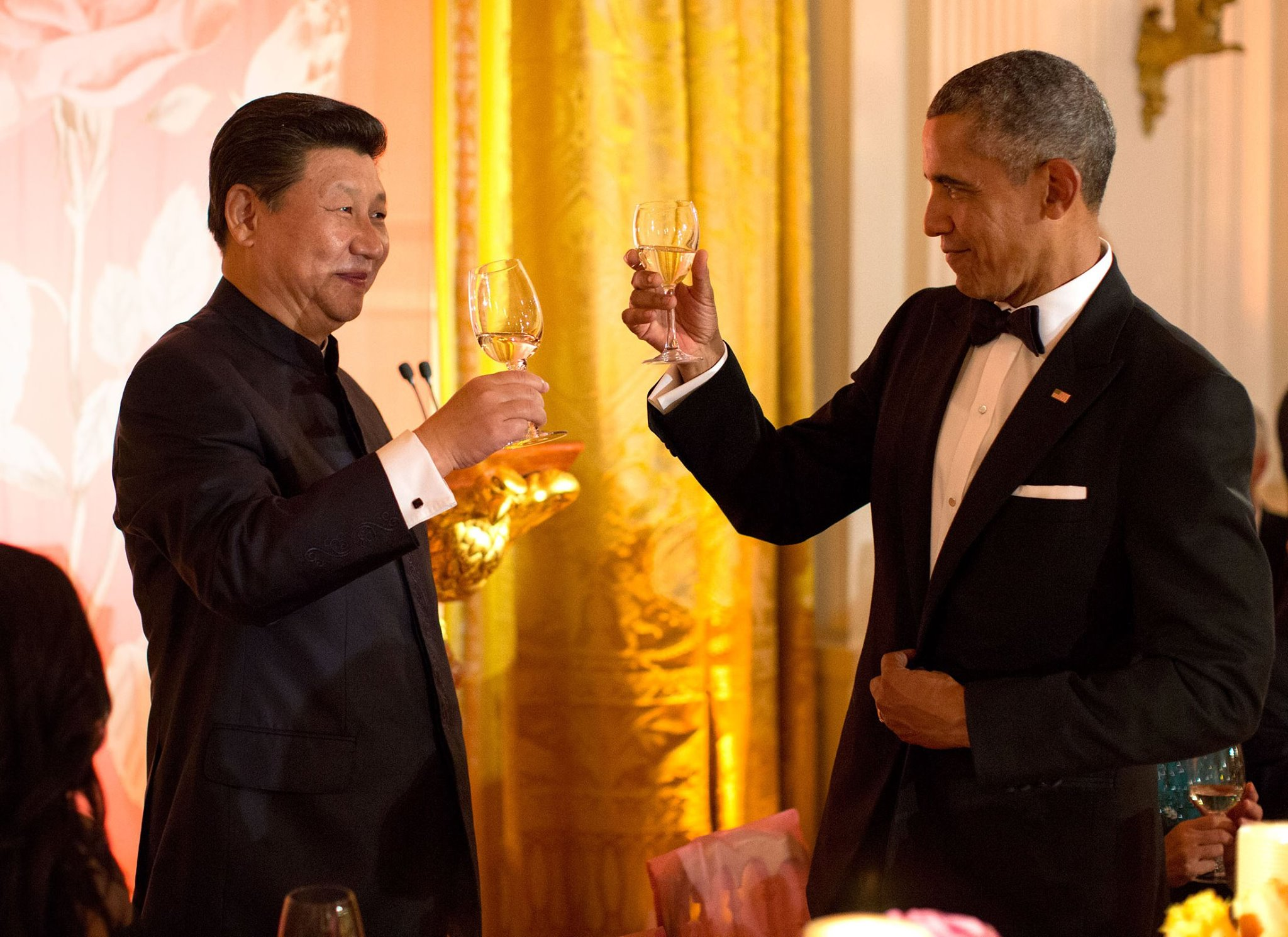
習近平身著中山裝出席歐巴馬在白宮晚宴
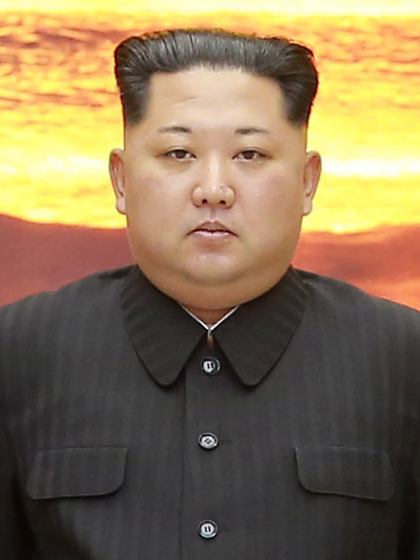
身着閉襟洋服（닫긴깃양복）的朝鮮勞動黨總書記金正恩
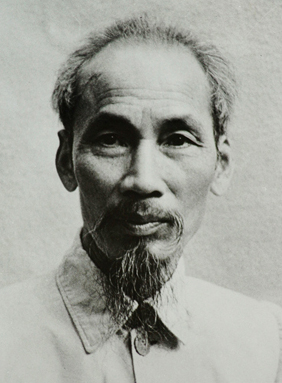
著中山裝的越南勞動黨主席胡志明
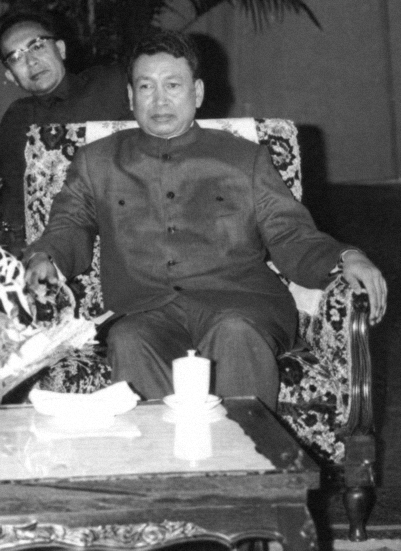
柬埔寨共產黨總書記波布